# تبلدي صخري
تبلدي صخري (الاسم العلمي:Adansonia gregorii) هو نوع من النباتات يتبع جنس التبلدي من الفصيلة الخبازية.

## التسمية
من الأسماء الأخرى لهذا النبات: بوحباب صخري وباوباب غريغوري وأدانسونية غريغورية وتبلدي غريغوري وخبز القرود الغريغوري.

## مرادفات الاسم العلمي
- (الاسم العلمي:Adansonia gibbosa)
- (الاسم العلمي:Adansonia rupestris)
- (الاسم العلمي:Adansonia stanburyana)
- (الاسم العلمي:Baobabus gregorii)
- (الاسم العلمي:Capparis gibbosa)

## صور

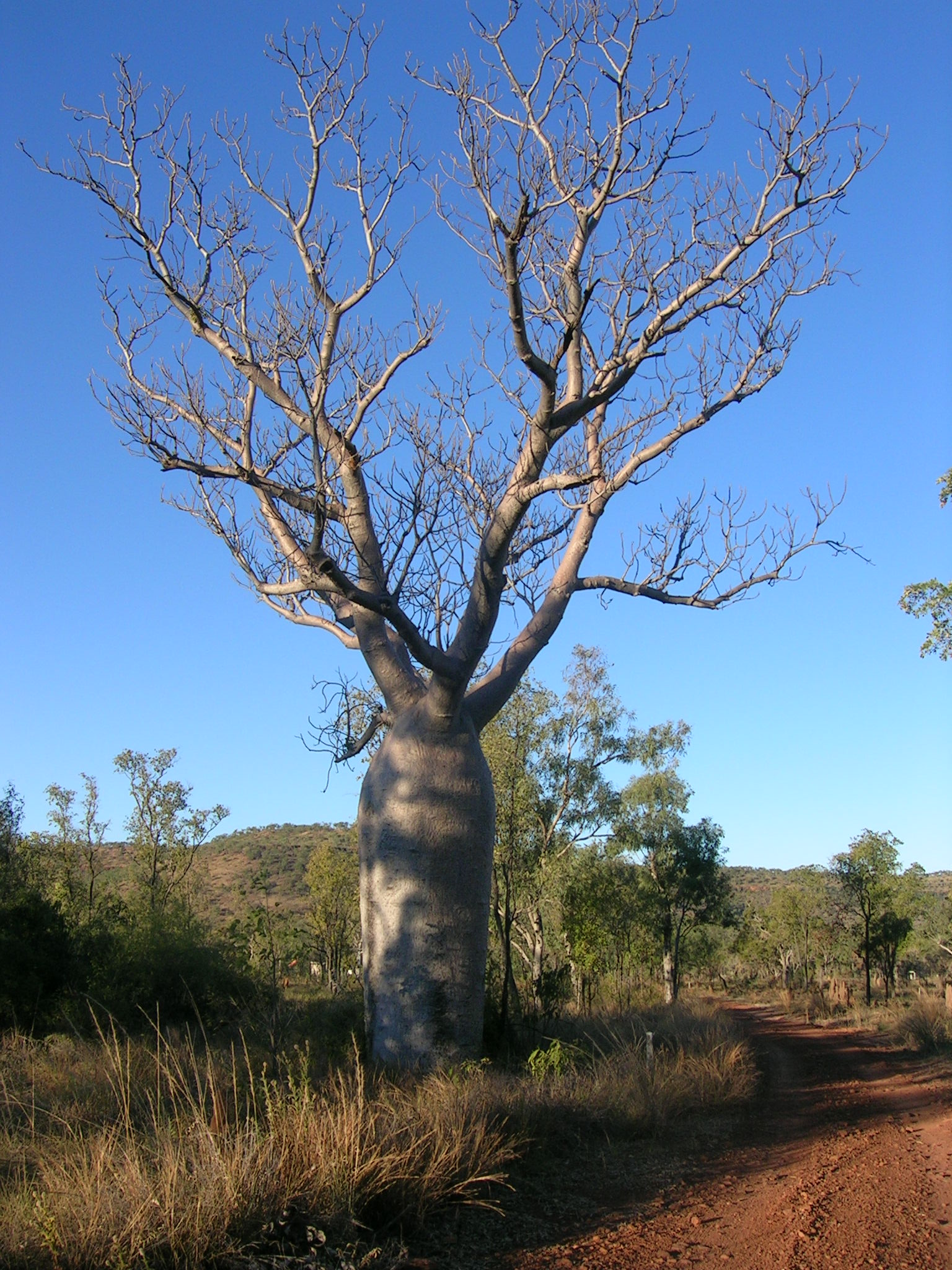
شجرة تبلدي صخري في تمبر كريك في المقاطعات الشمالية من أستراليا
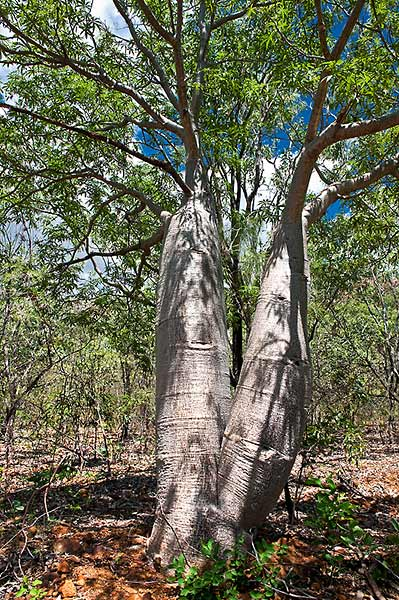
شجرة تبلدي صخري في نتميلوك في المقاطعات الشمالية من أستراليا
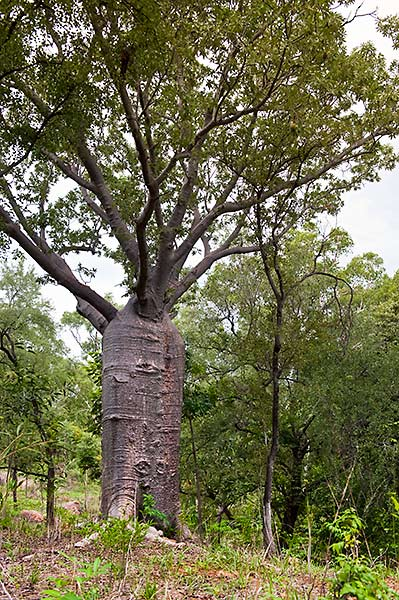
شجرة تبلدي صخري قرب نهر كاثرين في أستراليا
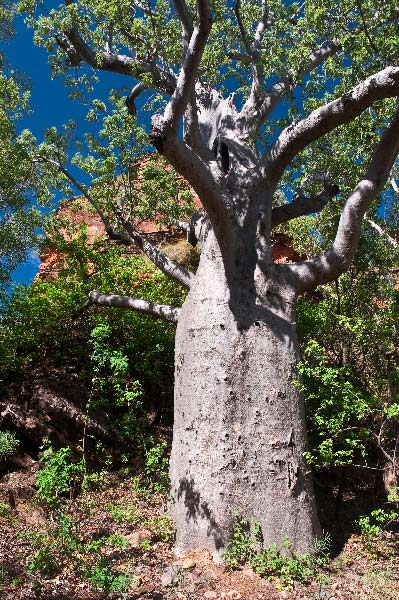
شجرة تبلدي صخري قرب كونونورا في أستراليا